# Hofors (gemeente)
Hofors is een Zweedse gemeente in de provincie Gävleborgs län. Ze heeft een totale oppervlakte van 448,3 km² en telde 10.237 inwoners in 2004.

## Plaatsen
- Hofors (plaats)
- Torsåker
- Fagersta
- Bodås
- Långnäs en Tjärnäs
- Berg
- Edsken